# Liacarus triapicini
Liacarus triapicini är en kvalsterart som först beskrevs av Djaparidze 1983.  Liacarus triapicini ingår i släktet Liacarus och familjen Liacaridae. Inga underarter finns listade i Catalogue of Life.